# Blue Community
Die Blue Community (übersetzt: Blaue Gemeinschaft oder Blaue Kommune) ist eine weltweite Initiative, die sich für die Anerkennung von Wasser als Menschenrecht und gegen die Privatisierung von Wasserrechten und -dienstleistungen einsetzt. Sie wurde im Jahr 2011 von der kanadischen Organisation Council of Canadians ins Leben gerufen. Mitinitiatorin ist die Kanadierin und Trägerin des Right Livelihood Awards 2005 Maude Barlow.
Städte, Gemeinden und andere Körperschaften oder Organisationen können der Initiative beitreten, indem sie sich zu den Prinzipien der Blue Community bekennen. Hierzu gehört u. a. die Selbstverpflichtung, Wasser als Menschenrecht anzuerkennen, dieses als öffentliches Gut zu schützen und sich für den freien Zugang zu Trinkwasser und sanitären Einrichtungen einzusetzen.
Bei Blue Community handelt es sich um eine Graswurzelbewegung (englisch: grassroots movement).

## Der Gedanke hinter Blue Community
Wasser ist Grundlage unseres Lebens und ein Gut, das allen Menschen gehört. Es kann durch nichts ersetzt werden. Deshalb hat die Generalversammlung der Vereinten Nationen im Jahr 2010 den Zugang zu sauberem Wasser und zu sanitärer Grundversorgung zu Menschenrechten erklärt (UN-Resolution 64/292). Dennoch gibt es weltweit noch lange keine Wassergerechtigkeit. Das liegt nicht ausschließlich an der hydrologischen und technischen Verfügbarkeit von Wasser in den verschiedenen Regionen unserer Erde. 
„[...] Es herrscht derzeit ein großer Kampf zwischen denen, die sagen, dass die Antwort auf die globale Wasserkrise mehr Markt sei – dass Wasser auf globalen Märkten verkauft werden solle so wie Öl und Gas. Und dann gibt es die, die sagen, dass Wasser ein Grundrecht und ein Gemeingut ist, das immer gesetzlich geschützt werden muss. Das ist elementar, wenn wir vom Schutz der Wassereinzugsgebiete und von Wassergerechtigkeit sprechen. Wenn die „tote Hand des Marktes” wirklich das Schicksal des Wassers bestimmen wird, werden Profite – nicht der Schutz des Wassers oder die Wassergerechtigkeit – dominieren, und es wird fast unmöglich sein, die kommende Krise zu verhindern. [...]“, Maude Barlow anlässlich der Eröffnung einer Ausstellung in Berlin am 30. Mai 2022
Konflikte um den Zugang und die Nutzung von sauberem Wasser sind kein Phänomen unserer Zeit. Doch der zunehmende Wasserbedarf und die industrielle Nutzung (und Verschmutzung) haben in den letzten Jahrzehnten das Problem verschärft. Konfliktparteien sind insbesondere Staaten und private Unternehmen, die Wasserrechte für sich beanspruchen oder aus ihnen Profit schlagen wollen; Leidtragende sind die Menschen.

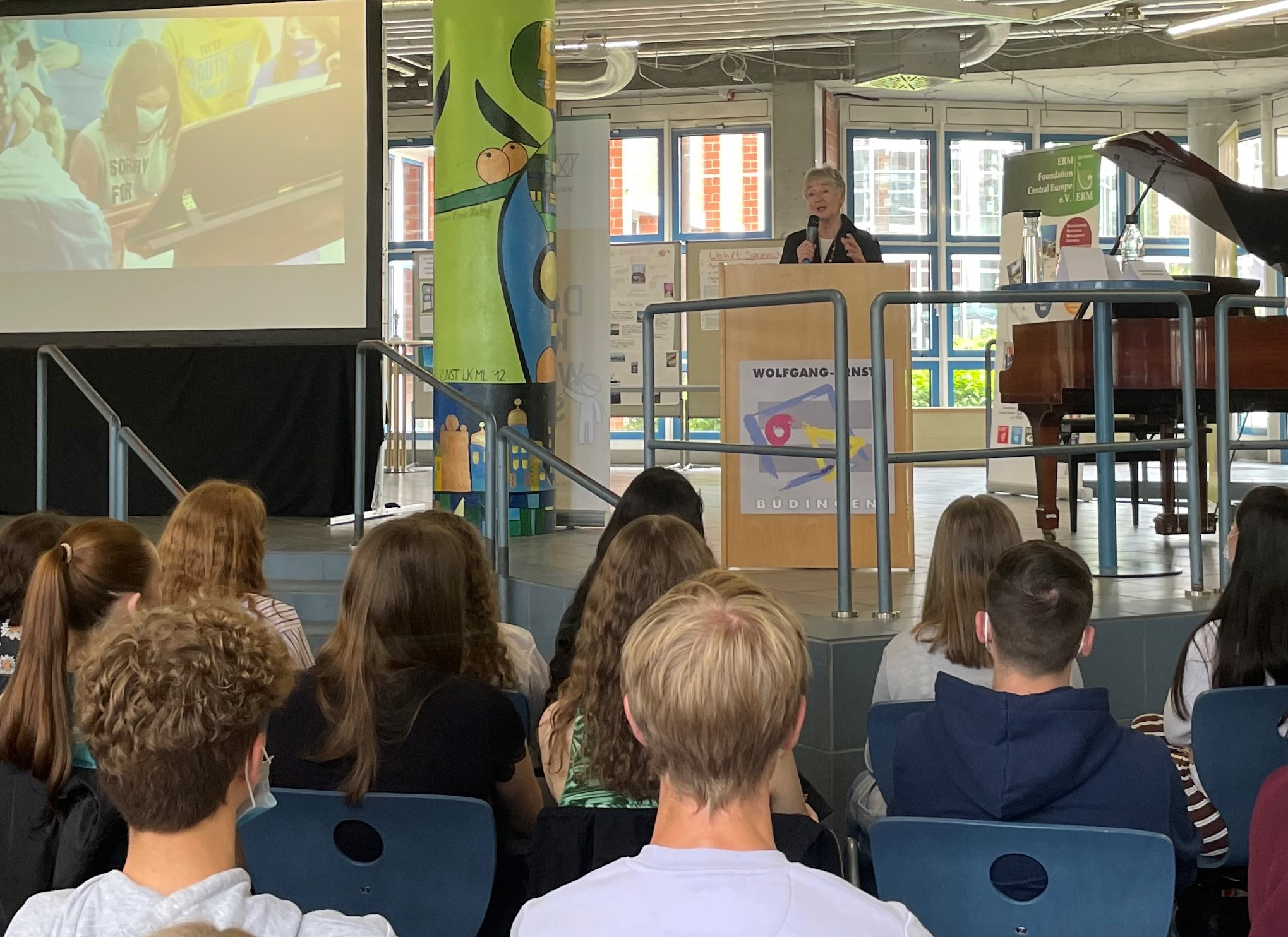
Maude Barlow vor Schülerinnen und Schülern des Wolfgang-Ernst-Gymnasiums Büdingen: „You are the future!“

Weltweit setzen sich Aktivisten und Menschenrechtsbewegungen für einen kostenlosen Zugang und eine gerechte Verteilung der Ressource Wasser ein. Blue Community setzt dabei auf der kommunalen Ebene an und möchte von dieser Basis aus nachhaltige Veränderungen herbeiführen.
„[...] Die weise Hoffnung verlangt von uns, dass wir uns langfristig Gedanken machen und uns ein Leben lang dem Aktivismus und dem Wandel widmen. Die weise Hoffnung sagt uns auch, dass wir Bewegungen bauen müssen, die längerfristigen Wandel mit sich bringen – dieses Prinzip ist wichtiger als individuelle Erfolge und Misserfolge. Der gesellschaftliche Wandel kann auf einmal plötzlich da sein, auch wenn er eigentlich schon seit Jahrzehnten aufgebaut wurde. [...]“, Maude Barlow

## Die Blue-Community-Prinzipien
Anerkennung des Zugangs zu sauberem Trinkwasser und Sanitärversorgung als Menschenrecht
Blue Communities erkennen den Zugang zu sauberem Trinkwasser und Sanitärversorgung als Menschenrecht an. Sie tragen zur Umsetzung dieser Rechte bei und unterstützen entsprechende Maßnahmen.
Wasserdienstleistungen bleiben in öffentlicher Hand
Blue Communities bekennen sich zur kommunalen Wasserversorgung und Abwasserentsorgung. Sie setzen sich dafür ein, dass diese essenziellen Aufgaben in öffentlicher Hand bleiben und nicht privatisiert werden.
Leitungswasser anstelle von Flaschenwasser
Blue Communities fördern das Trinken von Leitungswasser. Sie setzen sich dafür ein, dass in städtischen Einrichtungen, bei Empfängen und öffentlichen Veranstaltungen bevorzugt Leitungswasser ausgeschenkt oder zumindest als Alternative zu Flaschenwasser angeboten wird.
Pflege von Partnerschaften mit internationalen Partnern
Blue Communities setzen sich im Rahmen ihrer Möglichkeiten auch auf internationaler Ebene für das Recht auf Zugang zu sauberem Wasser und Sanitärversorgung ein. Sie initiieren und pflegen langfristige Partnerschaften sowie Wissens- und Erfahrungsaustausch mit Städten, Gemeinden oder Institutionen im Ausland, insbesondere mit Ländern, in denen diese Rechte noch nicht ausreichend gesichert sind.

## Blue Community weltweit
Die Stadt Burnaby in Britisch-Kolumbien (Kanada) wurde im Jahr 2011 die erste Blue Community. Seitdem ist die Gemeinschaft auf mittlerweile über 100 Blue Communities gewachsen (Stand Juni 2023). Diese sind verteilt auf die Kontinente Nordamerika, Südamerika und Europa. Besonders stark vertreten sind die Länder Kanada (59), Schweiz (40) und Deutschland (12). Neben großen Städten und Metropolen wie Vancouver, Los Angeles, Paris, Brüssel oder Berlin haben sich vor allem auch viele kleinere Städte und Gemeinden sowie kirchliche Gemeinden und Institutionen, Universitäten und sogar Schulen der Blue-Community-Bewegung angeschlossen.

## Blue Community in Deutschland
Erste Blue Community in Deutschland wurde die Stadt München im Jahr 2017. Seitdem sind folgende weitere Städte und Organisationen der Bewegung beigetreten:
| Städte und Gemeinden | Schulen und Hochschulen                   |
| -------------------- | ----------------------------------------- |
| München (2017)       | Philipps-Universität, Marburg (2021)      |
| Berlin (2018)        | Wolfgang-Ernst-Gymnasium, Büdingen (2022) |
| Marburg (2018)       |                                           |
| Augsburg (2019)      |                                           |
| Kempten (2019)       |                                           |
| Biedenkopf (2021)    |                                           |
| Hamburg (2022)       |                                           |
| Freiburg (2022)      |                                           |
| Neustrelitz (2022)   |                                           |
| Büdingen (2022)      |                                           |

Das Wolfgang-Ernst-Gymnasium Büdingen war die erste Schule weltweit, die sich im Jahr 2022 durch Beschluss der Gesamtkonferenz für einen Beitritt entschieden hat.

## Blue Community in der Schweiz
In der Schweiz sind im September 2013 mit Stadt und Universität Bern sowie der evangelisch-reformierten Kirchgemeinde Johannes in Bern die ersten Blue Communities entstanden. Seitdem sind folgende weitere Städte und Organisationen beigetreten:
| Städte und Gemeinden      | Hochschulen                               | Kirchengemeinden und kirchliche Institutionen                    | Sonstige                                                  |
| ------------------------- | ----------------------------------------- | ---------------------------------------------------------------- | --------------------------------------------------------- |
| Stadt Bern (2013)         | Universität Bern (2013)                   | Reformierte Kirchgemeinde Johannes (2013)                        | Gewerkschaft Syndicom (2014)                              |
| Stadt St. Gallen (2016)   | Universität St. Gallen (2016)             | aki – Katholische Hochschulseelsorge (2015)                      | VPOD Region Basel (2015)                                  |
| Stadt Neuenburg (2018)    | Pädagogische Hochschule St. Gallen (2016) | Reformierte Kirchengemeinde Spiez (2016)                         | Gewerkschaft Unia (2016)                                  |
| Gemeinde Effingen (2018)  | Fachhochschule Ostschweiz (2016)          | World Council of Churches – WCC (2016)                           | Alpines Museum Bern (2016)                                |
| Gemeinde Hornussen (2019) | Fachhochschule Graubünden (2018)          | Haus der Kirche – Reformierte Kirchen Bern-Jura-Solothurn (2016) | Hilfswerk der Evangelischen Kirchen Schweiz – HEKS (2017) |
| Stadt Gossau (2019)       | Universität Zürich (2022)                 | Reformierte Kirchengemeinde Muri-Gümlingen (2017)                | VPOD Zürich (2019)                                        |
| Stadt Dietikon (2021)     |                                           | Reformierte Kirchengemeinde Grenchen-Bettlach (2017)             | Skat Foundation (2022)                                    |
|                           |                                           | Reformierte Kirchengemeinde Zollikofen (2017)                    | Finances Publiques (2022)                                 |
|                           |                                           | Reformierte Kirchengemeinde Bümpliz (2017)                       |                                                           |
|                           |                                           | Reformierte Kirchengemeinde Nydegg (2018)                        |                                                           |
|                           |                                           | Katholische Kirchengemeinde St. Franziskus Zollikofen (2018)     |                                                           |
|                           |                                           | Evangelisch-reformierte Kirchengemeinde Biel (2019)              |                                                           |
|                           |                                           | Reformierte Kirchengemeinde Petrus (2019)                        |                                                           |
|                           |                                           | Reformierte Kirchengemeinde Kirchdorf (2020)                     |                                                           |
|                           |                                           | Evangelisch-reformierte Kirche Schweiz (2020)                    |                                                           |
|                           |                                           | Reformierte Kirche Wülflingen (2020)                             |                                                           |
|                           |                                           | Ökumenische Akademie (2020)                                      |                                                           |
|                           |                                           | Reformierte Kirchengemeinde Zürich (2020)                        |                                                           |

## Beitritt zur Blue Community und individuelle Ausgestaltung

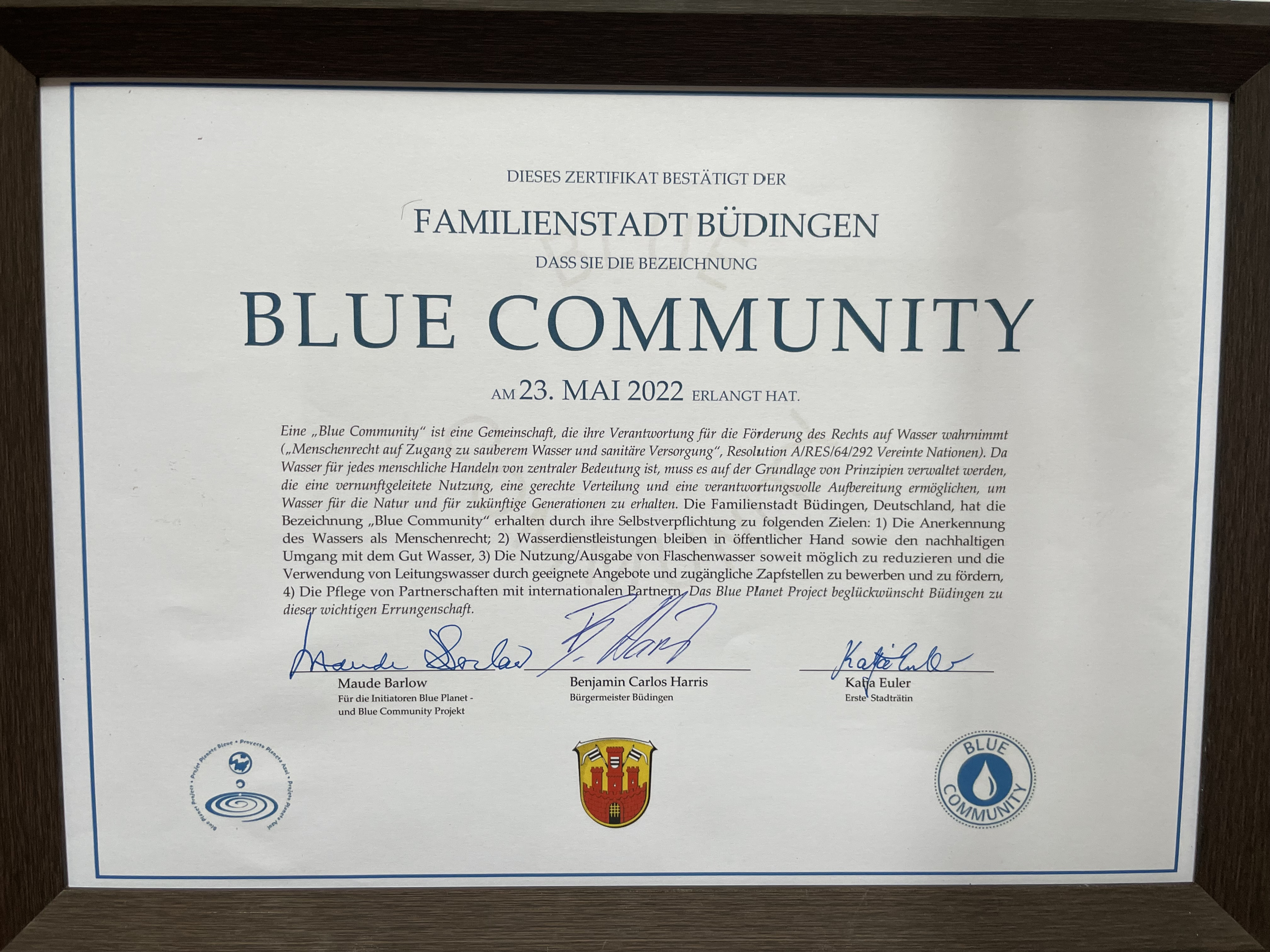
Beitrittssurkunde der Stadt Büdingen vom 23. Mai 2022

Für den Beitritt zur Blue Community bedarf es keinem aufwendigen Zertifizierungsverfahren. Der Beitritt erfolgt durch Selbstverpflichtung zu den Prinzipien der Bewegung. Bei Städten und Gemeinden wird hierzu in der Regel ein entsprechender Beschluss im Stadtparlament bzw. Gemeinderat gefasst. In Deutschland und in der Schweiz wird der Beschluss anschließend bei der jeweiligen Koordinierungsstelle der Länder eingereicht, die dann mit dem Council of Canadians für die Erstellung der Beitrittsurkunde sorgt. Diese kann anschließend in feierlichem Rahmen durch Verantwortliche der Blue Community dem Antragsteller überreicht werden. Es empfiehlt sich in jedem Fall, frühzeitig Kontakt mit der Koordinierungsstelle aufzunehmen.
Wie eine Blue Community den Prinzipien der Bewegung letztendlich Rechnung trägt und sie gestaltet, bleibt ihr selbst überlassen. Wichtig ist jedoch, dass der Gedanke und die Prinzipien von Blue Community angemessen gefördert werden. Bei vielen Blue Communities arbeiten verschiedene Akteure z. B. aus Stadtverwaltung, Politik, Zivilgesellschaft und Wasserversorgern eng zusammen. Teilweise haben sich vor oder nach dem Betritt zur Blue Community Arbeitskreise, Vereine und Gruppierungen gebildet (z. B. Wasser Allianz Augsburg), die für eine Ausgestaltung der lokalen Blue Community sorgen und sich vor Ort für den Schutz des Wassers engagieren.
Die Schwerpunkte der Umsetzung können sehr individuell sein. Beispiele sind die Errichtung öffentlicher Trinkbrunnen, die Durchführung von Informationsveranstaltungen und Ausstellungen (z. B. anlässlich des Weltwassertags), Bildungsangebote für Schulen und Kindergärten bis hin zu internationalen Überstützungsprojekten.